# Puebla Athletic Club
Der Puebla Athletic Club war ein mexikanischer Sportverein mit Sitz in Puebla, der 1895 von Briten gegründet wurde und in dem anfangs vorwiegend Tennis gespielt wurde.

## Gründung der Fußballabteilung
Mit Beginn des unter der britischen Gemeinde einsetzenden Fußballbooms (die Fußballmeisterschaft von Mexiko war am 19. Juli 1902 ins Leben gerufen worden) entstand schließlich auch eine Fußballabteilung beim Puebla AC, dessen Mannschaft in den drei Spielzeiten zwischen 1904/05 und 1906/07 in der Fußballmeisterschaft von Mexiko mitwirkte. Sie absolvierte ihre Heimspiele im Campo Velódromo, in dem zu jener Zeit auch Baseball praktiziert wurde.

## Sportliches Abschneiden der Fußballer
Gleich in der ersten Saison 1904/05 stellte die Mannschaft einen nie wieder erreichten Negativrekord auf; denn sie verlor alle Spiele und erzielte nicht ein einziges Tor! Das Torverhältnis betrug nach 5 absolvierten Spielen 0:11 (die 3 nicht ausgetragenen Begegnungen waren jeweils zu Gunsten des Gegners gewertet worden). Die zweite Saison verlief ähnlich katastrophal, doch konnte die Mannschaft diesmal wenigstens ein Remis erreichen und schloss die Saison mit 7 Niederlagen und 1:20 Toren ab. Erst in der dritten (und letzten) Saison 1906/07 konnte der Puebla AC eine positive Bilanz erzielen und beendete die Saison mit 3 Siegen, 3 Remis und 2 Niederlagen sowie einem Torverhältnis von 8:6 auf dem dritten Rang. 

## Das Ende der Fußballmannschaft
Nach der Saison 1906/07 zerfiel die Mannschaft, weil sie aus verschiedenen, nur vorübergehend in Puebla tätigen Fachleuten bestand, von denen einige zu diesem Zeitpunkt die Stadt wieder verließen. Damit verschwand der Fußball für etwa ein Jahrzehnt aus der Stadt, ehe es zur Gründung neuer Vereine kam. Einer der ersten war ein Verein namens Reforma, der 1917 gegründet wurde und mehrheitlich aus Mexikanern, einigen Franzosen und zwei Deutschen bestand. Die nächsten beiden Vereine entstanden kurze Zeit später innerhalb der spanischen Gemeinde. Doch das erfolgreichste Aushängeschild der Stadt, der Puebla FC, entstand erst 1944 mit Einführung des Profifußballs.